# استاوربریج
1 = 240px
استاوربریجlatitudeاستاوربریجlongitudeاستاوربریج
استاوربریج (به انگلیسی: Stourbridge) شهری در منطقهٔ نیوکاسل اپان تاین کشور انگلستان است که این کشور خود بخشی از بریتانیا محسوب می‌شود. این شهر در سال ۱۹۹۱ میلادی ۵۵٫۶۲۴ نفر جمعیت داشته و در سرشماری سال ۲۰۰۱ جمعیت آن به ۵۵٫۴۸۰ نفر رسیده‌است. میزان رشد سالانهٔ جمعیت استاوربریج ‎-۰٫۰۱ درصد می‌باشد و جمعیت این شهر در سال ۲۰۱۲ به ۵۵٫۳۹۱ نفر تغییر یافت.